# صفحة ويب ديناميكية
صفحة الويب الديناميكية هي صفحة ويب تُولد جزئيًا أو كُليًا لدى طلب مشاهدتها. في معظم الأحيان، تستخدم قوالب عرض جاهزة تُزود ببيانات ببيانات مستخرجة من قواعد بيانات، وبيانات أخرى ديناميكية تختلف باختلاف الزائر (كموقعه الجُغرافي ولُغة مُتصفّحه وما إلى ذلك).

## تصنيف
تنقسم مواقع الويب إلي قسمين:
- مواقع إستاتيكية مُكوّنة من صفحات ثابتة تُحفظ في شكلها النهائي على خوادم الموقع وتُستدعى كلما أراد الزائر مٌشاهدتها،
- مواقع ديناميكية مُكوّنة من صفحات مُتغيرة.

يكمن الاختلاف الرئيسي ما بين النوعين يكمن في آلية حفظ البيانات. مبدئيا الصفحات الثابتة هي التي تُكْتب بواسطة لغة (لغة توصيف النص الفائق) إلا أنها قد تشمل أيضا الصفحات المُخزّنة في قواعد البيانات التي تظهر لجميع الزُوار على نفس الشكل وبنفس المُحتويات، ولا تتغير هذه الصفحات إلى بإدخال تغيير على شفرتها المصدرية بشكل يدوي. أما الصفحات الديناميكية فتتغير وتتأثر بما يجريه عليها المستخدم من عمليات.

## تاريخ
ظهر مفهوم الصفحات الديناميكية مع تقدم تطوير الشبكة العنكبوتية وظهور ما يعرف بالويب 2.0 أين أصبح المُستخدم هم المحور في التطوير ونشأ الاهتمام بتطبيقات الويب الغنية مع ظهور تقنية AJAX التي غيّرت من مفهوم التفاعل مع المُتصفح.
لدى تطوير الصفحات الديناميكية فإن قوالب الموقع تُبنى أولاً، ويُقصد بذلك الأجزاء الثابتة على جميع صفحات الموقع، ومن ثم تُزود بالبيانات التي تظهر عليها حسب الطلب.
أشهر لغات برمجة الإنترنت الديناميكية
- إيه إس بي
- إيه إس بي دوت نت
- بي إتش بي
- روبي أون ليرز

صفحه الإنترنت غير الثابتة  هي وثيقة المقدمة لشبكة ويب العالمية المستخدم عرض المحتوى الذي تم تطويعه أو يتم تحقيقه لينظر كل فرد أو الترحيل أو يتم تحديث المعلومات باستمرار حتى تُعْرض الصفحة للمستخدم.
الكلاسيكية تصميم صفحات الويب باستخدام فقط لغة أعداد النص (Hypertext markup)(HTML) أو الأقسام المختلفة، ويوفر محتوى ثابت، وهذا يعني أن صفحة يمكن استردادها من قبل المستخدمين في نفس الوقت.
ومع ذلك، يمكن لصفحه على الأنتر نت أن توفر أيضا تجربه استخدام المحتوى (نصوص، صور، حقول النموذج، الخ) على صفحة الانتر نت غير ثابت، واستجابة لسياقات مختلفة أو شروط. هناك طريقتان لإنشاء هذا النوع من التأثير
- باستخدام البرامج النصية من جانب العميل لتغيير السلوكيات واجهة داخل صفحة معينة على الشبكة العالمية، في استجابة لوحة المفاتيح أو الفأرة أو الإجراءات في المناسبات التوقيت المحدد. في هذه الحالة يحدث العرض داخل الصفحة ذات النمط غير الثابت.
- الخادم باستخدام البرامج النصية من جانب توفيره لتغيير مصدر الصفحة بين الصفحات، وتعديل تسلسل أو تحديث صفحة الويب أو محتوى الويب أو توريدها إلى المتصفح.إن ردود الخادم تحددها الظروف مثل نشر البيانات في شكل (HTML)، المعلمات في العنوان، ونوع المتصفح المستخدم، وبمرور الوقت، أو قاعدة بيانات أو خدمة الدولة.

صفحات ويب التي تستخدم الطريقة الأولى يجب أن تستخدم تقنية تسمى العرض، بمعنى أوسع، الغنية صفحات ربطه. من جانب العميل مثل لغة البرمجة جافا سكريبت أو أكشن، وتستخدم (HTML) وفلاش التكنولوجيات على التوالي، وكثيرا ما تستخدم لتنسيق أنواع الوسائط (الصوت والصور المتحركة والمتغيرة النص، الخ) من العرض. في البرمجة كما يسمح باستخدام البرمجة النصية البعيد، وهو الأسلوب الذي تطلب فيه الصفحة معلومات إضافية من الخادم، وذلك باستخدام الإطار خفية، أو خدمة ويب.
صفحات ويب التي تستخدم الأسلوب الثاني كثيرا ما تنشأ مع مساعدة من الخادم لغات الجانب مثل PHP, Perl, ASP, ASP.NET, JSPASP.NET وغيرها من اللغات. هذه الخدمة عاده تستخدم في الواجهات (common gateway interface) لإنتاج صفحات ويب غير ثابتة.

## المواقع غير الثابتة على شبكه الإنترنت
غير الثابتة وتخطيط الصفحة يتم إنشاؤها بشكل منفصل. محتوى يتم استردادها من قاعدة بيانات ويتم وضعه على صفحة ويب فقط عند الحاجة أو طلب. والفائدة من هذا هوا سرعة تحميل الصفحة، وانه يسمح لأي شخص، مع محدودية أو انعدام الخبرة تصميم مواقع الإنترنت، لتحديث موقع الويب الخاص بيه عن طريق أداة إدارية. هذا الإنشاء مثالي لأولئك الذين يرغبون في إجراء تغييرات متكررة على مواقعها على شبكة الإنترنت بما في ذلك النصوص والصور التحديثات المتكررة. وأيضا للمواقع ذات الصور الكبيرة، أو عبر الإنترنت والتجارة الإلكترونية، إلخ.

## الخدمات الجانبية
عميل الموقع يتم إنشاء جانب له على جهاز الكمبيوتر المستخدم لديه. متصفح الويب يستقبل صفحة من الخادم، ثم العمليات رمز المضمنة في الصفحة (وغالبا ما كتب JavaScript) ويعرض للمستخدم ما تم استرجاعه في الصفحة.
الخاصية innerHTML (أو كتابة الأمر) يمكن أن توضح للعميل طريقه عمل الصفحة:
صفحتين متميزة، ألف وباء، يمكن تجديدها كما document.innerHTML = A document.innerHTML = B ؛ أو «على دينامية تحميل» من document.write(A) document.write(B)

## من جانب الخادم
من جانب الخادم المحتوى غير الثابت هو أكثر تعقيدا.
- يرسل العميل الملقم الطلب.
- الملقم يتلقى الطلب والعمليات خادم نصي من جانب مثل بي إتش بي استنادا إلى سلسلة الاستعلام، المتشعب الوظائف البيانات، الكوكيز، الخ.

## الجمع بين العميل والخادم
ajax (Asynchronous JavaScript and XML (هو أحدث تطوير تقنية الشبكة العالمية للمحتوى حيوي تتبادل مع جانب الخادم، دون إعادة تحميل صفحة الويب. خرائط جوجل هو مثال على تطبيق ويب الذي يستخدم تقنيات ajax)) وقاعدة البيانات.

## التاريخ
مفهوم دقيق له معنى إلا بعد التنمية «على نطاق واسع من صفحات الويب». السياق وتواريخ «بدايات شبكة الإنترنت»:
- خدمة) (httpالتي تم فيها استخدام الإنترنت من قبل منذ عام 1990، ((html، وفقا لمعايير، منذ عام 1996.
- متصفح بدأ مع عام 1993

## خادم صفحات الويب غير الثابتة
- الصفحة غير الثابتة الجيل الصفحة كان ممكنا من خلال واجهة العبارة العامة ومستقرة في عام 1993.
- ثم خادم جانبية تشمل أشار بطريقة أكثر مباشرة للتعامل مع خادم البرامج النصية من جانب، وبناء على خادم الويب

## العميل
- أول «المستخدمة على نطاق واسع» نسخة من ((java كان عام 1996.